# خطة أوغندا

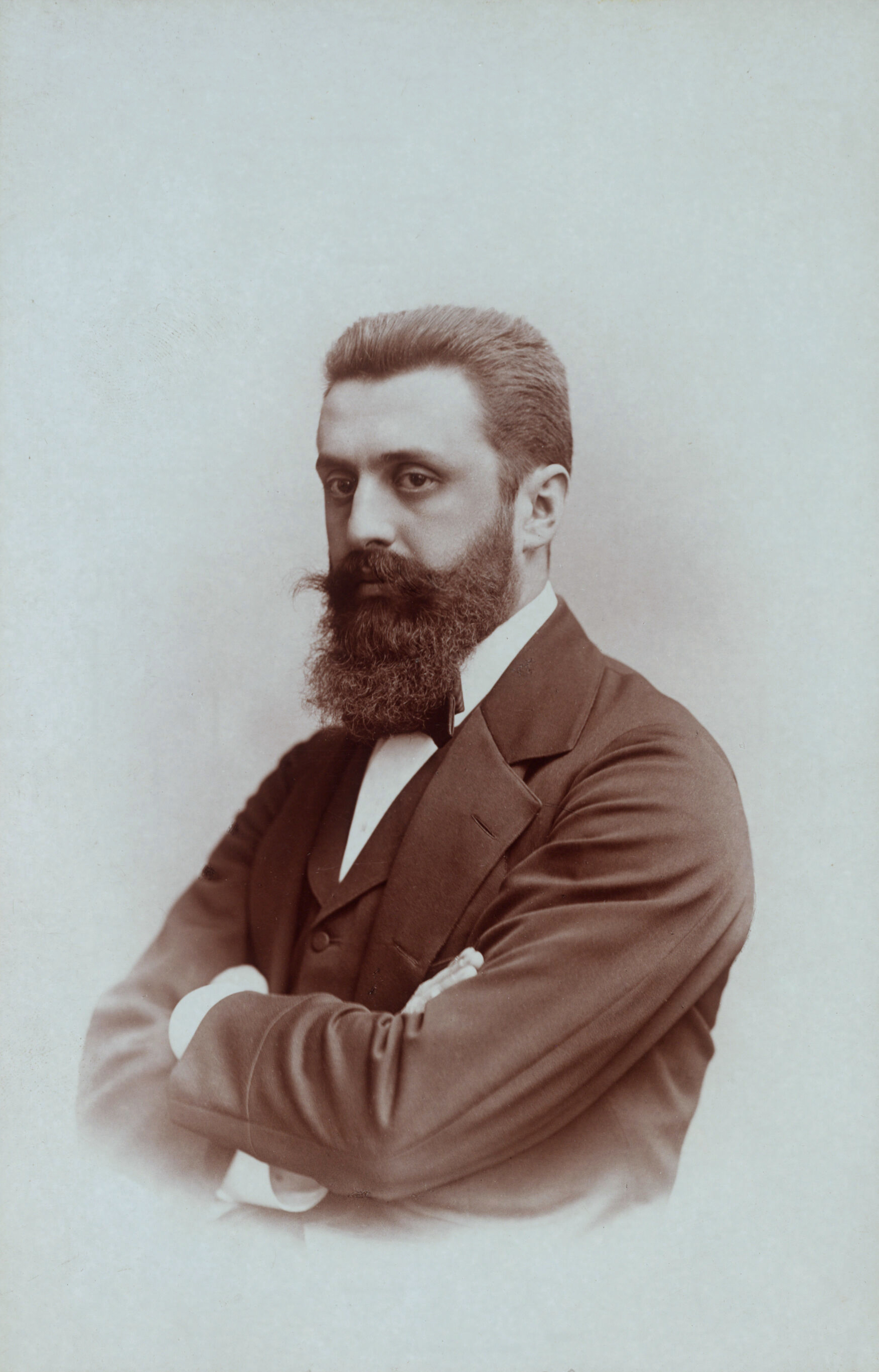
ثيودور هرتزل

خطة أوغندا كانت خطة في أوائل القرن العشرين لإعطاء جزء من شرق أفريقيا البريطانية للشعب اليهودي كوطن، وقد لقيت دعمًا من الصهيوني البارز تيودور هرتزل كملاذ مؤقت لليهود الأوروبيين الذين يواجهون معاداة السامية.
في حين أن الخطة كانت غير ناجحة، فوفقًا لأدم روفنر كانت الخطة جذابة للصهاينة الأوائل، حيث «توأمت مغامرات ستانلي بمغامرة عصر الإمبراطورية، تمثيلية بتمثيلية.» 

## التاريخ
كان أمين سر المستعمرات البريطاني جوزيف تشامبرلين على علم بطموحات المنظمة الصهيونية التي كانت في ذهنه خلال رحلة إلى شرق أفريقيا في وقت سابق من هذا العام، وأشار تشامبرلين خلال رحلته إلى أنه «إذا كان الدكتور هرتزل يميل على الإطلاق لنقل جهوده إلى شرق أفريقيا فلن يكون هناك صعوبة في العثور على أرض تناسب المستوطنين اليهود». 
تم تقديم هرتزل إلى تشامبرلين من قبل إسرائيل زانجويل في ربيع عام 1903، بعد أسابيع قليلة من اندلاع المذابح في كيشينيف. 
عرض تشامبرلين 13,000 كيلومتر مربع (5,000 ميل2) في يواسين جيشو، وهي منطقة معزولة على قمة جرف ماو في كينيا الحديثة (وليس أوغندا).
كان يُعتقد أن الأرض مناسبة بسبب مناخها المعتدل الذي يشبه محطة التلال والعزلة النسبية التي تحيط بها غابة ماو. كان العرض ردا على المذابح ضد اليهود في روسيا، وكان من المأمول أن تكون المنطقة ملاذاً من الاضطهاد من أجل الشعب اليهودي.

## الاسم
رأى تشامبرلين الأرض بينما كان يمر على سكك حديد أوغندا، وعلى الرغم من أن الأرض لم تكن في الواقع في أوغندا ولكن في محمية شرق أفريقيا (كينيا الحديثة). 
ولم يتم نقل هذه الأراضي إلا مؤخراً من محمية أوغندا إلى محمية شرق أفريقيا في عام 1902، كجزء من خطة لتطوير السكك الحديدية في أوغندا.

## في الأدب
- قصة البعثة عام 1904، فضلا عن رؤية تصور دولة يهودية في يواسين جيشو، ظهرت في رواية لافي تيدهار القصيرة «أوغندا»، في المجموعة القصصية HebrewPunk عام 2017. [9]
- كتاب آدم روفنر «ماذا لو تم تأسيس الدولة اليهودية في شرق أفريقيا» دليل السفر للوطن اليهودي الخيالي في نيو جوديا والتي تقع في أوغندا اليوم، الذي فاز بجائزة سايدوايس لعام 2016 للتاريخ البديل.[10]

## قائمة المراجع
- Rovner، Adam (2014). In the Shadow of Zion: Promised Lands Before Israel. NYU Press. ISBN:978-1-4798-1748-1. مؤرشف من الأصل في 2020-04-09.

## روابط خارجية
- المكتبة الافتراضية اليهودية على اقتراح أوغندا